# Gnathocera valida
Gnathocera valida är en skalbaggsart som beskrevs av Oliver Erichson Janson 1884. Gnathocera valida ingår i släktet Gnathocera och familjen Cetoniidae. Inga underarter finns listade i Catalogue of Life.